# Crkva Kristova Uskrsnuća u Kaunasu
Crkva Kristova Uskrsnuća (litvanski: Prisikėlimo bažnyčia) je monumentalna rimokatolička crkva u Kaunasu u Litvi. 
Crkva je posvećena 1934., a 1940. je dovršena njezina gradnja.

## Zemljopisni položaj
Nalazi se na 54,902° sjeverne zemljopisne širine i 23,917° istočne zemljopisne dužine.
Crkva je smještena na vrhu kaunaškog brda Žaliakalnisa (u doslovnom prijevodu: "Zelenog brda"). 

## Povijest
Nakon što je Litva stekla neovisnost 1918., izronilo je pitanje o izgradnji nove crkve kojom bi se izrazila zahvala Bogu za ostvarenu slobodu.
Odbor predvođen predsjednikom Antanasom Smetonom je organiziran 1926. za nadgledati izgradnju nove crkve.
Grad Kaunas je izabran za dom te crkve, jer je litvanski povijesni glavni grad, Vilno, tada bio pod poljskim zauzećem od 1920.
Natječaj za nacrte je održan 1928., a prijedlog nacrta autora Karolisa Reisonasa je izabran kao najbolji. Zbog tehničkih poteškoća nastalih zbog velikog opsega nacrta, kao i dramatičnog porasta u troškovnim procjenama, konačni nacrt nije bio odobren sve do 1933.
Prvi kamen za crkvu je donesen s Maslinske gore 1934., označavajući crkvinu prvu tisućljetnicu. Izvori za novčarenje gradnje su bili iz Litve i inozemstva. 
Poznati Litvanac Feliksas Kapočius je posebice bio uključen u to, i to ne samo s građevinarske strane, nego i s novčarske strane. Putovao je diljem SAD-a, gdje su živjeli brojni litvanski iseljenici, za prikupiti novčane potpore. 
Gradnja je prošla kroz nekoliko zastoja, pa je povremeno stajala zbog nedostatka novčanih sredstava.

Prema ocjeni praških arhitekata, crkva predstavlja remek-djelo suvremene arhitekture.
1938. su dovršeni zidovi i krov od crkve, a do 1940. je bila velikim dijelom zgotovljena; do tog trenutka, oko milijun litasa se potrošilo na gradnju, najviše iz privatnih donacija. Daljnji rad na crkvi je prekinut za vrijeme drugog svjetskog rata. 
Za vrijeme nacističke okupacije 1941. – 1944., njemačke vlasti su koristile crkvu kao spremište. 
Za vrijeme sovjetske okupacije 1944. – 1990., vlada je konfiscirala zgradu. Staljin je ukazom 1952. naredio da ju se koristi kao tvornicu. Križ na vrhu tornja je uklonjen, kao i kapela.
Crkva je bila korištena kao tvornica radio-prijamnika sve do litvanskog nacionalnog buđenja 1988. godine. Malo poslije, crkva je vraćena novouspostavljenom vijeću.
Za vrijeme 1990-ih, njeno vraćanje u funkciju je naišlo na dodatne prepreke: crkva i država su službeno bile odvojene, a s druge strane, Litvanci su se borili s gospodarskim poteškoćama u tranziciji u tržišno gospodarstvo. Ipak, rad na povratu u funkciju je nastavljen. Novce za obnovu poklanjali su i vlada i privatne osobe i na koncu je crkva posvećena 2004. godine. 
Danas je otvorena za javnost od podneva. Stubama ili dizalom se, uz malu novčanu naknadu, može doći do velike terace na vrhu, odakle se pruža ponajbolji pogled na grad.

## Crkva danas
Ova crkva danas ima dva zvonika: jedan je visok 70 metara, a drugi, niži, se izdiže iznad glavnog oltara.
Na gornjoj razini glavnog zvonika se nalazi još jedna kapela. Dizalo omogućava pristup na krov ove crkve, odakle se pruća panoramski pogled na grad.
U krovištu se nalazi golubarnik i župni muzej. 
Crkva nije isključivo namijenjena za rimokatoličke vjerske obrede - također se njeni prostori koriste za razna okupljanja i događaje, kao i za predškolske svrhe.
U crkvi ima 400 sjedišta, a ukupno može primiti 5 tisuća ljudi.

## Napomene
1. ↑  Jį vadino antruoju Tumu  Arhivirana inačica izvorne stranice od 4. veljače 2012. (Wayback Machine). Pristupljeno 14. listopada 2006.
2. ↑  L. Klusaitė. Prisikėlimo bažnyčios likimas, užstrigęs prie dvasinio tautos atgimimo slenksčio. Pristupljeno 15. listopada 2006.